# Talariga capacior
Talariga capacior là một loài bướm đêm trong họ Noctuidae.